# Nymphatelina
Nymphatelina is een geslacht van uitgestorven kreeftachtigen uit de klasse van de Ostracoda (mosselkreeftjes).

## Soort
- Nymphatelina gravida Siveter, Siveter, Sutton & Briggs, 2007 †